# ジョナ・クヒオ・カラニアナオレ
ジョナ・クヒオ・カラニアナオレ（Jonah Kūhiō Kalanianaʻole, 1871年3月26日 - 1922年1月7日）は、ハワイ王国で王族として生まれ育ち、アメリカ合衆国によるハワイ併合の後に合衆国議会への代表を務めた人物。プリンス・クヒオまたはクヒオ王子（英語: Prince Kuhio）として知られる。

## 幼年期と教育
クヒオはのちの米国ハワイ州カウアイ郡コロアに生まれた。カウアイ島最後の王で、カメハメハ大王に恭順して彼にハワイ統一させたカウムアリイの血筋であった。
王族用のオアフ・カレッジ（現在のプナホウ・スクール）で学んだ後、カリフォルニア州のセント・マシュー聖公会学校 (Saint Matthew's Episcopal Day School) とイギリスの王立農業大学 (Royal Agricultural University) で4年間学んだ。サッカーなどのスポーツに秀でていたといわれる。

## カラカウア王家の王子
カメハメハ王家が絶えて、1874年にカラカウア王家が始まる。クヒオは1878年に父を、1884年には母を亡くして孤児になるが、カラカウアの妻であるカピオラニが母方の叔母に当たるので、彼女に引き取られて、ハワイ王国の王子となった。カラカウア王が実権を握ると、クヒオを王国政府のまとめる役に付けた。
1891年にカラカウアが亡くなるとリリウオカラニ女王が即位して、引き続きクヒオを重要視した。

## ハワイ共和国に対する反乱
米国がハワイ王朝を倒し、ハワイ共和国として配下に置くと、1895年にそれに対する反乱が起き、クヒオはそれに参加した。しかし反乱は失敗に終わり、クヒオは捕らえられた。一旦は死刑を宣告されたが、懲役刑に減刑されて服役した。1898年、米国はハワイをハワイ準州として併合した。

## 王子から政治家へ

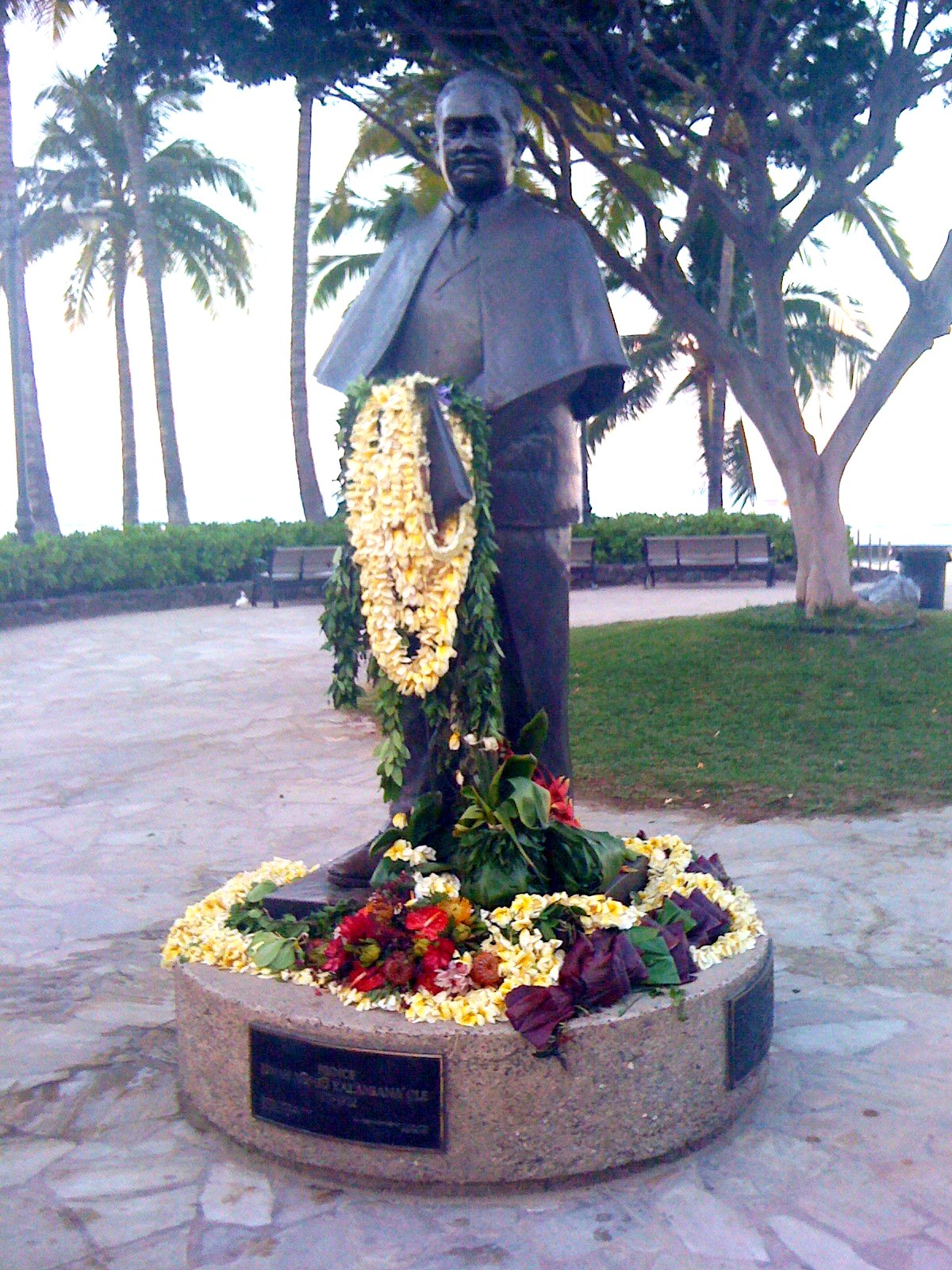
プリンス・クヒオの像（ワイキキ）

服役が終わると、クヒオは徐々に政治家への道を選んだ。しばらくハワイ独自の党派に所属した後、1902年には共和党に入り、選挙で選ばれて、1903年から1922年に亡くなるまでハワイのアメリカ合衆国議会への代表を務めた。
この間、クヒオはハワイ人の血を50パーセント以上引く者たちに20万エーカー（約809平方キロメートル）の土地を与えるという「ハワイアンホームズ委員会法」 (Hawaiian Homes Commission Act of 1921) を立案したり、またハワイを米国の州に昇格する案を作ったりしている。

## 遺産
クヒオは死後も様々に名を残している。彼の誕生日はクヒオ・デー（3月25日）として、ハワイ州の祝日である。また、プリンス・クヒオ小・中学校などが各地にあり、ハワイ島には同島最大のショッピングセンターであるプリンス・クヒオ・プラザがある。